# Vlag van Bellingwedde

Vlag van de gemeente Bellingwedde

De vlag van Bellingwedde is bij raadsbesluit op 26 april 1973 vastgesteld als de gemeentelijke vlag van gemeente Bellingwedde. Deze vlag bleef tot 1 januari 2018 de vlag van de gemeente, op die datum ging de gemeente op in de nieuwe gemeente Westerwolde.

## Beschrijving
De beschrijving van de vlag is als volgt: 
Een vlag bestaande uit een broeking met tien balken blauw-wit-enzovoort, gaande in de richting van de broektop naar het tegenover liggende hoekpunt van de broeking en een vlucht van blauw, bezaaid met gele heraldische lelies.

## Verklaring
De vlag is gebaseerd op het wapen van Bellingwedde. De broeking verwijst naar het wapen van Schenck van Toutenburg. Georg Schenck van Toutenburg was de eerste heer van Wedde tijdens de Gelderse overheersing. De lelies zijn een verwijzing naar het wapen van de Premonstratenzers, die een klooster hadden te Palmar in Reiderland. Het klooster verdween in 1520 in de Dollard. Het ontwerp van de vlag was van de Stichting voor Banistiek en Heraldiek.

## Afbeeldingen

Wapen van Bellingwedde
Wapen Schenck van Toutenburg
Wapen van Premonstratenzers

Adorp 
· Aduard 
· Appingedam 
· Bedum 
· Beerta 
· Bellingwedde 
· Bierum 
· De Marne 
· Delfzijl 
· Eemsmond 
· Eenrum 
· Finsterwolde 
· Grootegast 
· Haren 
· Hefshuizen 
· Hoogezand 
· Hoogezand-Sappemeer 
· Hoogkerk 
· Kloosterburen 
· Leek 
· Leens 
· Loppersum 
· Marum 
· Menterwolde 
· Muntendam 
· Nieuwe Pekela 
· Nieuweschans 
· Oldekerk 
· Oosterbroek 
· Oude Pekela 
· Reiderland 
· Sappemeer 
· Scheemda 
· Slochteren 
· Stedum 
· Ten Boer 
· Termunten 
· Uithuizen 
· Uithuizermeeden 
· Ulrum 
· Vlagtwedde 
· Warffum 
· Wildervank 
· Winschoten 
· Winsum 
· Zuidhorn